# Concerto di dame al Casino dei Filarmonici
Concerto di dame al Casino dei Filarmonici è un dipinto di Francesco Guardi, realizzato con la tecnica dell'olio su tela.
L'opera, risalente al 1782, è conservata a Monaco di Baviera, nell'Alte Pinakothek.	In precedenza aveva fatto parte della collezione personale del duca di Rutland, Grantham (Regno Unito).